# Zakar András (pszichológus)
Zakar András (Solt, 1947. május 14. –) magyar pszichológus. Kutatási területe: pályalélektan, tanácsadás-pszichológia. 1988-ban tevékenyen részt vett a Várkonyi Hildebrand Dezső tiszteletére kiadott emlékkötet szerkesztésében.

## Életpályája
Felsőfokú tanulmányokat a szegedi egyetemen folytatott történelem-pedagógia szakon 1966–1971 között, történelem-pedagógia szakos középiskolai tanári diplomát 1971-ben, majd az Eötvös Loránd Tudományegyetemen szakpszichológusi oklevelet 1987-ben szerzett. Egyetemi doktori disszertációját 1974-ben, pszichológia tudományi kandidátusi disszertációját 1987-ben védte meg. PhD fokozatot 1994-ben nyert a Debreceni Egyetemen.
Munkahelye 1974-től a JATE Pszichológia Tanszék, 1974-től tanársegédi, 1977-től adjunktusi beosztásban dolgozott, egyetemi docensi kinevezést 1989. július 1-én kapott. A Duró Lajos által vezetett Pszichológiai Tanszéken belül létrehoztak egy Pályalélektani Tanszéki Csoportot, amely 1988/89-1995/96-ig működött, vezetője mindvégig Zakar András volt, távozásával a csoport megszűnt. 1995-től a Jogtudományi Kar Munkajogi és Szociális Jogi Tanszékének egyetemi docense és a Kecskeméti Főiskola Tanítóképző Főiskolai Kara Pszichológiai Csoportjában főiskolai tanár. A tudományos közélet aktív szereplője. Témakiíró a SzTE Állam- és jogtudományi Doktori Iskolájában.

## Művei (válogatás)

### Tanulmányok
- Duró Lajos–Gergely Jenő–Veczkó József–Zakar András: A személyközi viszonyok fejlődése a gimnázium első osztályában; JATE, Szeged, 1979 (Acta Universitatis Szegediensis de Attila József Nominatae. Sectio paedagogica et psychologica. Series specifica paedagogica)
- A gimnáziumi tanulók pályaorientációjának személyiségi tényezői. Szeged : Szegedi Ny, 1985. 11 p. (Kandidátusi Értekezés Tézisei)
- Pályaválasztási elméletek. Budapest : Tankönyvkiadó, 1988. 172 p. ; (Pszichológia - Nevelőknek. 35.) ISBN 963-18-1257-X
- A szakmai életút kutatásának főbb tendenciái. (Wichtigere Tendenzen der Erforschung der Lebensbahn.) In Acta Paed. Psych. Szeged, 1989.  pp.  23–31
- A Pályalélektani Tanszéki Csoport tevékenysége. In Az iskola, az élet és a munka kapcsolata. Budapest, 1990. pp.  14–21
- Perspektiven der beruflichen Beratung in den osteuropäischen Ländern. (Mithrsg.) Nürnberg, 1991. 126 p.
- Regionális pályaválasztási koncepció. (Pécs etc.] : Dél-Dunántúli Régió Munkaügyi Központjai, 2000. 46 p.
- A jogi pályák pszichológiai háttere. Szeged : SZTE ÁJK Tud. Biz., 2004. pp. 801–818.(Klny.: Tanulmányok Dr. Molnár Imre egyetemi tanár 70. születésnapjára. Szeged : SZTE ÁJK Tud. Biz., 2004.)
- A joghallgatók pályával való azonosulásának pszichológiai sajátosságai. In: Ius et legitimatio : tanulmányok Szilbereky Jenő 90. születésnapja tiszteletére / szerk., [előszó:] Szabó Imre. - Szeged : Pólay Elemér Alapítvány, 2008. pp. 351–362. (A Pólay Elemér Alapítvány könyvtára , 1786-352X ; 23.)

### Szerkesztés
- Várkonyi (Hildebrand) Dezső emlékkötet. Szeged : JATE Kiadó, 1988. 226 p.
- Vizsgálatok a pályaválasztási értékorientáció körében. Társszerkesztővel. Kecskemét, 1980. 108 p.
- Pályalélektani tanulmányok. Szeged : Welfare, 1991. 89 p.

## Társasági tagság
- Magyar Pedagógiai Társaság
- Magyar Pszichológiai Társaság
- Nemzetközi Alkalmazott Pszichológiai Társaság
- Magyar Pszichológus Kamara
- Magyarországi Pályaválasztók Egyesülete tag 1990-től; alelnök 1990–1994; elnök 1994-től
- International Association for Educational and Vocational Guidance (IAEVG)
- European Scientific Association for Residential and Foster Care for Children and Adolescents
- MTA SZAB Jogtudományi Szakbizottság Jogpszichológiai Munkabizottság elnöke[3]

## Díjak
- Kiváló munkáért (1987)

## Külső hivatkozások
- Szegedi Tudományegyetem Professzori Kar
- Kecskeméti Főiskola Tanítóképző Főiskolai Kar[halott link]